# Pierre Gemayel
Se även Pierre Gemayel (olika betydelser).

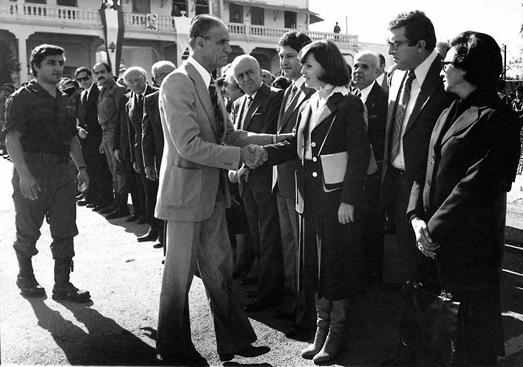
Pierre Gemayel ses här skaka hand vid ett jubileumsfirande 1977. I bakgrunden även Bachir Gemayel.

Pierre Gemayel (arabiska: الشيخ بيار الجميّل), även kallad shejk Pierre Al-Jumayyil, född 6 november 1905 i Bikfaya i Al Matn i dåvarande Ottomanska imperiet, död 29 augusti 1984 i Bikfaya i Al Matn, var en libanesisk politiker och grundare av Kataebpartiet i Libanon.

## Biografi
Pierre Gemayel kom ur en katolsk maronitisk familj. Han gick i en jesuitskola, varefter han studerade farmaci vid Université Saint-Joseph.
Han grundade och ledde Kataebpartiet i Libanon.
Pierre Gemayel gifte sig med Genevieve Gemayel. Paret fick sex barn, varav två söner kom att bli presidenter i Libanon. Flera av ättlingarna mördades i politiska kontroverser i Libanon.